# La Celle-sur-Loire
La Celle-sur-Loire è un comune francese di 857 abitanti situato nel dipartimento della Nièvre nella regione della Borgogna-Franca Contea.

## Società

### Evoluzione demografica
Abitanti censiti